# 高駢
高 駢（こう へん、821年 - 887年）、唐代の軍人。字は千里。本貫は徳州蓨県。元和初年の功臣の南平郡王高崇文の子の高承明の子。代々禁衛に仕えた家柄の出で、若い時から文芸に秀で儒者たちと交遊し理・道を語りあった。憲宗の時代の名将として知られる。
また晩唐の詩人として『山亭夏日』などの作品で知られる。

## 略歴
高駢の伝記を含む文献は、正史『旧唐書』（945年成立）・『新唐書』（1060年成立）・『旧五代史』（974年成立）・『資治通鑑』（1084年完成）・『唐詩紀事』などがある。
- 841年（会昌元年）21歳のとき、右神策軍（中国語版）都将となる。
- 848年（大中2年）28歳のとき、霊武節度使の朱叔明の司馬となる。1本の矢で雕（おおわし）2羽を射止めたという逸話から落鵰侍御と号した。
- 851年（大中5年）、右神策軍都虞候（中国語版）になり、慶州に赴任。右神策軍の貴人として翕然と名声を重ね、さらにこれらを縻ぐ勇爵の歴をかさねた。
- 859年（大中13年）8月、宣宗崩御。長安に召還される。懿宗即位。
- 860年（咸通元年）春、党項羌が辺境を侵したとき、秦州刺史・秦州経略使に任命される。禁兵一万人を率し長武城[7]を建築する。当時、諸武将が党項羌の防衛に失敗していたが、高駢のみが隙をうかがい、怯むことなく兵を用い功を上げ、懿宗は高駢を深く嘉んだ。
- 864年（咸通5年）7月、安南都護・桂管経略使に任命される。
- 866年（咸通7年）11月、桂管経略使は静海軍節度使と改められる。
- 868年（咸通9年）8月、長安に召還され、右金吾衛大将軍に任命される。数カ月後、天平軍節度使に任命される。
- 873年（咸通14年）7月、懿宗崩御。宦官らの謀略で五男の僖宗が即位する。
- 874年（乾符元年）4月、検校司空に任命される。同年、西川節度使・成都尹に任命される。羅城を建築する。
- 875年（乾符2年）5月、塩賊（塩密売人）の王仙芝が濮州で挙兵。6月、同業の黄巣が呼応して黄巣の乱（中国語版）が発生。
- 878年（乾符5年）、荊南節度使（中国語版）・塩鉄転運使に任命される。
- 879年（乾符6年）1月、王仙芝・黄巣軍を撃破、将の畢師鐸（中国語版）等を降伏させる。10月、淮南節度使に転任する。この頃から高駢は邪悪で愚昧な道士の呂用之（中国語版）を重用する。
- 880年（広明元年）11月、朝廷は邠寧節度使の朱玫（中国語版）[8]らに黄巣を打つよう命じたが、黄巣は12月、長安に入り皇位を簒奪した。
- 881年（中和元年）1月、僖宗は長安を脱出、成都府へ。
- 884年（中和4年）7月、朱全忠[9]の功により黄巣は自刃。
- 885年（光啓元年）10月、混乱に乗じて朱玫が襄王李熅（中国語版）[10]を皇帝に擁立したが、12月誅殺。
- 886年（光啓2年）、呂用之に唆され高駢偽朝に与し、中書令を授けられる。
- 887年（光啓3年）3月、高駢麾下の畢師鐸等により高駢は幽閉される[11]。9月、殺害した[12]。